# Маджора
Маджора (итал. Maggiora) — коммуна в Италии, располагается в регионе Пьемонт, в провинции Новара.
Население составляет 1804 человека (2008 г.), плотность населения составляет 167 чел./км². Занимает площадь 10 км². Почтовый индекс — 28014. Телефонный код — 0322.
Покровителем коммуны почитается святой Агапит Палестринский, празднование 18 августа.

## Демография
Динамика населения:

## Администрация коммуны
- Официальный сайт: http://www.comune.maggiora.no.it/